# Calcio ai XVIII Giochi panamericani - Torneo femminile
La sesta edizione del torneo femminile di calcio ai Giochi panamericani si svolge a Lima dal 28 luglio al 9 agosto 2019. Al torneo hanno partecipato otto nazionali di calcio femminile: oltre al Perù, ammesso al torneo in qualità di paese ospitante, hanno partecipato le squadre che si sono classificate dal 3º al 5º posto Campionato sudamericano femminile di calcio 2018, e quelle che si sono classificate dal 3º al 6º posto a CONCACAF Women's Championship 2018. Brasile e Cile per la CONMEBOL e Stati Uniti e Canada per la CONCACAF, che si sarebbero qualificate per i panamericani, hanno rinunciato a partecipare per l'impegno nel Campionato mondiale femminile di calcio 2019, terminato il 7 luglio 2019.

## Partecipanti
| CONMEBOL                         | CONCACAF                           |
| -------------------------------- | ---------------------------------- |
| Argentina Colombia Perù Paraguay | Messico Panama Giamaica Costa Rica |

## Prima fase

### Girone A
| Squadra  | P | G | V | N | S | GF | GS | DR |
| -------- | - | - | - | - | - | -- | -- | -- |
| Paraguay | 7 | 3 | 2 | 1 | 0 | 5  | 2  | +3 |
| Colombia | 5 | 3 | 1 | 2 | 0 | 4  | 2  | +2 |
| Messico  | 4 | 3 | 1 | 1 | 1 | 5  | 4  | +1 |
| Giamaica | 0 | 3 | 0 | 0 | 3 | 1  | 7  | -6 |

#### Risultati
| Arbitro: | Elizabeth Tintaya |

|                         |           |  |
| Palacios 39’ Corral 55’ | Marcatori |  |

| Lima 28 luglio 2019 | Paraguay     | 0 – 0 referto | Colombia | Estadio Universidad San Marcos\| Arbitro: \| Deborah Cruz \| |
| Arbitro:            | Deborah Cruz |               |          |                                                              |

| Arbitro: | Silvia Ríos |

|                           |           |           |
| Cristaldo 9’ Sandoval 45’ | Marcatori | 36’ Mayor |

| Arbitro: | Milagros Arruela |

|  |           |                 |
|  | Marcatori | 58’, 85’ Santos |

| Arbitro: | Elizabeth Tintaya |

|                  |           |                                 |
| Hudson-Marks 31’ | Marcatori | 4’, 63’ Martínez 90+1’ Quintana |

| Arbitro: | Susana Corella |

|                               |           |                           |
| Caracas 59’ (aut.) Corral 87’ | Marcatori | 26’ Echeverri 36’ Vanegas |

### Girone B
| Squadra    | P | G | V | N | S | GF | GS | DR |
| ---------- | - | - | - | - | - | -- | -- | -- |
| Costa Rica | 7 | 3 | 2 | 1 | 0 | 6  | 2  | +4 |
| Argentina  | 7 | 3 | 2 | 1 | 0 | 4  | 0  | +4 |
| Panama     | 1 | 3 | 0 | 1 | 2 | 2  | 5  | -3 |
| Perù       | 1 | 3 | 0 | 1 | 2 | 2  | 7  | -5 |

| Arbitro: | Susana Corella |

|           |           |                                |
| Mills 14’ | Marcatori | 73’, 85’ Chinchilla 79’ Blanco |

| Lima 28 luglio 2019                                             | Argentina | 3 – 0 | Perù | Estadio Universidad San Marcos |
| \| \| \| \| \| Larroquette 7’, 88’ Oviedo 9’ \| Marcatori \| \| |           |       |      |                                |
|                                                                 |           |       |      |                                |
| Larroquette 7’, 88’ Oviedo 9’                                   | Marcatori |       |      |                                |

| Arbitro: | Yercinia Correa |

|  |           |                 |
|  | Marcatori | 66’ Larroquette |

| Arbitro: | Adriana Farfán |

|                                  |           |              |
| Rodríguez 54’, 90+3’ Sánchez 84’ | Marcatori | 14’ Otiniano |

| Lima 3 agosto 2019 | Argentina   | 0 – 0 referto | Costa Rica | Estadio Universidad San Marcos\| Arbitro: \| Silvia Ríos \| |
| Arbitro:           | Silvia Ríos |               |            |                                                             |

| Arbitro: | Yercinia Correa |

|              |           |                |
| Otiniano 42’ | Marcatori | 39’ (rig.) Cox |

## Fase finale
|  | Semifinali | Semifinali | Semifinali |          |           | Finale 1º posto | Finale 1º posto | Finale 1º posto |  |
|  |            |            |            |          |           |                 |                 |                 |  |
|  | Paraguay   | Paraguay   | 0          |          |           |                 |                 |                 |  |
|  | Paraguay   | Paraguay   | 0          |          |           |                 |                 |                 |  |
|  | Argentina  | Argentina  | 3          |          |           |                 |                 |                 |  |
|  | Argentina  | Argentina  | 3          |          | Argentina | Argentina       | 1 (6)           |                 |  |
|  |            |            |            |          | Argentina | Argentina       | 1 (6)           |                 |  |
|  |            |            | Colombia   | Colombia | 1 (7)     |                 |                 |                 |  |
|  | Costa Rica | Costa Rica | Colombia   | Colombia | 1 (7)     | 3               |                 |                 |  |
|  | Costa Rica | Costa Rica |            |          |           | 3               |                 |                 |  |
|  | Colombia   | Colombia   | 4          |          |           | Finale 3º posto | Finale 3º posto | Finale 3º posto |  |
|  | Colombia   | Colombia   | 4          |          |           |                 |                 |                 |  |
|  |            |            |            |          |           |                 |                 |                 |  |
|  |            |            |            |          |           | Paraguay        | Paraguay        | 0               |  |
|  |            |            |            |          |           | Paraguay        | Paraguay        | 0               |  |
|  |            |            |            |          |           | Costa Rica      | Costa Rica      | 1               |  |

### Semifinali
| Arbitro: | Dione Rissios |

|  |           |                                               |
|  | Marcatori | 13’ (rig.) Larroquette 20’ Cometti 34’ Oviedo |

| Arbitro: | Deborah Cecilia Cruz |

|                            |           |                                           |
| Sanchez 59’, 87’ Salas 89’ | Marcatori | 33’ Gaitán 30’ Santos 68’ Ospina 93’ Usme |

### Finale 7º posto
| Arbitro: | Adriana Farfán |

|          |           |  |
| Grey 26’ | Marcatori |  |

### Finale 5º posto
| Arbitro: | Milagros Arruela |

|                                                       |           |                    |
| Mayor 2’ Rodriguez 13’ Ovalle 23’, 90+3’ Martínez 70’ | Marcatori | 90+1’ (rig.) Riley |

### Finale 3º posto
| Arbitro: | Silvia Giselle Rios |

|  |           |          |
|  | Marcatori | 82’ Cruz |

### Finale 1º posto
| Lima 9 agosto 2019 | Argentina            | 1 – 1 referto                                       | Colombia | Estadio Universidad San Marcos |
| \| \| \| \| \| Barroso 41’ \| Marcatori \| 33’ Usme \| \| Larroquette Stábile Santana Cometti Oviedo Barroso Chávez \| Tiri di rigore 6 – 7 \| Usme Restrepo Gaitán Echeverri Santos Vanegas Arias \| |                      |                                                     |          |                                |
| |                      |                                                     |          |                                |
| Barroso 41’ | Marcatori            | 33’ Usme                                            |          |                                |
| Larroquette Stábile Santana Cometti Oviedo Barroso Chávez | Tiri di rigore 6 – 7 | Usme Restrepo Gaitán Echeverri Santos Vanegas Arias |          |                                |

## Podio
| 2º posto Argentina | Campione panamericano di calcio femminile Colombia 1º titolo | 3º posto Costa Rica |

## Statistiche

### Classifica marcatrici
4 reti
- Mariana Larroquette

3 reti
- Leicy Santos
- Carol Sánchez

2 reti
- Yael Oviedo
- Catalina Usme
- Charlyn Corral

- Stephany Mayor
- Lizbeth Ovalle
- Priscila Chinchilla

- Raquel Rodríguez
- Jessica Martínez
- Steffani Otiniano

1 rete
- Agustina Barroso
- Aldana Cometti
- Isabella Echeverri
- Natalia Gaitán
- Diana Ospina
- Manuela Vanegas
- Stephannie Blanco

- Daniela Cruz
- María Paula Salas
- Mireya Grey
- Chanel Hudson-Marks
- Katty Martínez
- Kiana Palacios
- Kimberly Rodríguez

- Marta Cox
- Natalia Mills
- Karla Riley
- Laurie Cristaldo
- Dulce Quintana
- Fabiola Sandoval

1 autorete
- Daniela Caracas (in favore del Messico)